# Islândia nos Jogos Olímpicos de Inverno de 1956

A Islândia competiu nos Jogos Olímpicos de Inverno de 1956 em Cortina d'Ampezzo, Itália.